# Tatocnemis emarginatipennis
Tatocnemis emarginatipennis là loài chuồn chuồn trong họ Megapodagrionidae. Loài này được Fraser mô tả khoa học đầu tiên năm 1960.